# Levan Korgalidze
Levan Korgalidze (n. 21 februarie 1980) este un fotbalist internațional georgian care în prezent evoluează la echipa FC Metalurgi Rustavi.